# Irma Widerstedt
Irma Dagmar Henrietta Widerstedt, född 5 oktober 1906 i Vännäs, Västerbottens län, död 5 januari 1961 i Täby, Stockholms län, var en svensk målare.
Hon var dotter till Lars Petter Sehlstedt och hans hustru Maria och från 1931 gift med fabrikören Erik Widerstedt. Hon bedrev självstudier under flera år innan hon slutligen studerade vid Otte Skölds målarskola i Stockholm 1946–1948. Separat ställde hon ut på Galerie Æsthetica i Stockholm 1952 och tillsammans med Rosa Linnala ställde hon ut ett flertal gånger i Umeå och Sollefteå, dessutom medverkade hon i Liljevalchs konsthalls Stockholmssalong i slutet av 1950-talet. Hennes konst består av stilleben, interiörer och landskap.  